# 渡部秀
渡部秀（日语：／ Watanabe Shu，1991年10月26日—），日本男演員，出生於秋田縣由利本莊市。於秋田縣立由利工業高等學校畢業。經紀公司為G-STAR.PRO。

## 來歷
在高校讀書的他，應募了JUNON SUPER BOY比賽。
於2008年11月24日，在第21屆JUNON SUPER BOY得到第2名(當時第一名為市川知宏)。
2009年9月29日，開始在GREE部落格上，成立自己個人公式部落格。在每一篇部落格中，必以「せば○○」(多數是地方方言或有關當日記下來的事，例如：せばオーズ)作結尾。
2010年參與NHK金曜深夜劇激戀～命運的愛的故事～(全8集)，飾演廣瀨湊，亦是渡部秀初次演出電視劇及初次成為主角。
同年9月，參演假面騎士OOO，飾演主角火野映司 /假面騎士OOO。

## 其他
- 身高180cm、體重65kg。鞋碼43碼(27cm)、血型為A型。
- 特征：清爽明亮的形象、酷酷的卻又陽光般的大男孩。笑起來有深深的酒窩。
- 喜歡的作家：山田悠介。
- 喜歡的ACG：ONE PIECE。
- 特技是：只要田徑皆全能，足球、游泳、柔道(黑帶)。
- 最喜歡的樂團是BUMP OF CHICKEN。

## 演出
粗體字為主演

### 電視劇
- 激戀～命運的愛的故事～（2010年4-5月、NHK）- 飾 廣瀨湊
- 不良仔與眼鏡妹 第2集（2010年4月30日、TBS）- 飾 小林
- 假面騎士OOO（2010年9月5日-2011年8月28日、朝日電視台）- 飾 火野映司 / 假面騎士OOO（聲） / 映司Greeed（聲）
- 桑潟幸一副教授的時尚生活（日语：桑潟幸一准教授のスタイリッシュな生活）（2011年1月-3月、朝日電視台）- 飾 沼袋千太郎
- 晨間小說連續劇「純與愛」（2012年10月-2013年3月、NHK）- 飾 狩野剛
- 救急病棟24小時 第8集（2013年8月27日、富士電視台）- 飾 猿田勇
- こうのとりのゆりかご〜「赤ちゃんポスト」の6年間と救われた92の命の未来〜（日语：こうのとりのゆりかご〜「赤ちゃんポスト」の6年間と救われた92の命の未来〜）（2013年11月25日、TBS）- 飾 安田貴志
- 鼠行江戶（日语：鼠、江戸を疾る#テレビドラマ）（2014年1月9日 - 3月20日、NHK）- 飾 早崎市兵衛
- 死神君 第1集（2014年4月18日、朝日電視台）- 飾 三城尚之
- 咖啡店的人們（日语：珈琲屋の人々） 第4集・最終話（2014年4月27日・5月4日、NHK BS Premium）- 飾 中里茂
- Last Doctor〜監察醫秋田的驗屍報告〜（日语：ラスト・ドクター〜監察医アキタの検死報告〜）（2014年7月-9月 、東京電視台）- 飾 池田刑事
- 同三Mystery 9『借王＜Shocking＞〜華麗的債務償還作戦〜』（2014年12月17日、東京電視台） - 飾 中田英時
- 福岡恋愛白書10 當第十次的鈴聲響起（2015年3月27日、九州朝日放送） - 飾 今井結弦
- 歡迎來我家 第6話（2015年5月18日、富士電視台） - 飾 江口
- 進擊的巨人 反擊的狼煙（2015年8月15日、dTV）- 飾 福士
- 大奥 第二部～悲劇的姊妹～（2016年1月29日、富士電視台） - 飾 大月兵吾
- When You Wish Upon A Sakura 〜桜に願いを〜（2016年4月25日・26日、インドネシア放送 / WAKUWAKU JAPAN・富士電視台） - 飾 伊川遼 （和チェルシー・イスラン雙主演）
- 科調所的女法研（朝日電視台） - 飾 橋口呂太
  - 科調所的女法研特集（2017年1月3日）
  - 第16季 第9話 - 最終話（2017年1月12日 - 3月9日）
  - 科調所的女法研特集（2017年10月15日）
  - 第17季（2017年10月19日 - 2018年3月22日）
  - 科調所的女法研特集（2018年10月14日）
  - 第18季（2018年10月18日 - 12月13日）
  - 科調所的女法研 正月特別篇（2019年1月3日）
  - 第19季（2019年4月18日 - 2020年3月19日）
  - 第20季（2020年10月22日 - 12月17日）
  - 第21季（2021年10月14日 - 2022年4月7日）
- 愛情重跑（2018年4月5日 - 6月8日、日本電視台） - 飾 佐山大輔
- 正義之凜（日语：正義のセ） 第4話 - 最終話（2018年5月2日 - 6月13日、日本電視台） - 飾 後藤公一
- GIVER 復仇的贈與人（日语：GIVER 復讐の贈与者） 第3話 - 最終話（2018年7月28日 - 9月29日、東京電視台） - 飾 小野田和樹
- 假面騎士ZI-O 第9話、第10話（2018年10月28日・11月11日） - 飾 火野映司（友情客串）
- 秘密×戰士 幻影甜心！ 第19話（2019年8月11日、東京電視台） - 飾 林田修
- 前輩，這不叫戀愛！（2022年6月17日 - 8月12日、MBS） - 飾 市川隼人
- Black / Crows～roppongi underground～（2022年12月14日・21日、富士電視台） - 飾 吉田諒太
- 女神的教室～法學青春白皮書～ 第9話（2023年3月6日、富士電視台） - 飾 松下隼人
- 育休刑事 第6話（2023年5月23日、NHK総合・NHK BS4K） - 飾 宮本勇氣
- 怎麼辦家康 第32回（2023年8月20日、NHK）
- 我成為BL劇的主角了（2024年1月2日、朝日電視台） - 飾 黄島譲二
- 美好結局（2024年9月3日 - 、富士電視台） - 飾 柏木千紘的兄長
- 錯戀（2024年10月20日 - 、BS東視） - 飾 砂後谷輝

### 電影
- 平成假面騎士系列（2010年 - 2018年、東映）
  - 假面騎士W Forever A至Z/命運的Gaia Memory（2010年）- 飾 火野映司 / 假面騎士OOO（聲）
  - 假面騎士×假面騎士 OOO & W feat. Skull Movie大戰 Core（2010年）- 飾 火野映司 / 假面騎士OOO（聲）
  - OOO・電王・All Riders Let's Go假面騎士（2011年）- 飾 火野映司 / 假面騎士OOO（聲）
  - 假面騎士OOO WONDERFUL 將軍與21枚核心硬幣（2011年）- 飾 火野映司 / 假面騎士OOO（聲） / 假面騎士Birth（聲）
  - 假面騎士×假面騎士 Fourze & OOO Movie大戰 Mega Max（2011年）- 飾 火野映司 / 假面騎士OOO（聲）
  - 假面騎士x超級戰隊 超級英雄大戰（2012年）- 飾 火野映司 / 假面騎士OOO（聲） / 假面騎士Faiz（聲）
  - 假面骑士×假面骑士 Wizard & Fourze MOVIE大战Ultimatum （2012年）- 飾 火野映司 / 假面骑士OOO（聲）
  - 假面騎士平成Generations FINAL Build & EX-AID with 傳說騎士（2017年）
- Double Sky!（2012年4月）- 飾 宮川大　※日本紅十字公司的捐血推進宣傳記錄片電影。全國的捐血房間、公共設施隨時上映。
- PIECE 〜記憶的碎片〜（2012年9月1日、東映） - 飾千野智紀
- 進擊的巨人（東寶） - 飾 福士
  - 進擊的巨人 ATTACK ON TITAN（2015年8月1日）
  - 進擊的巨人2：世界終結（2015年9月19日）
- 就職活動系列
  - 就職活動（2016年4月2日） - 第4話『控え室』主演
  - 就職活動2（2018年2月24日） - 最終面接『報復面接』主演
  - 就職活動3（2018年12月7日） - 第1話『面接後』主演
- BRAVE STORM 勇敢風暴（日语：BRAVE STORM ブレイブストーム）（2017年11月10日） - 飾 紅健
- 送別（2018年3月24日公開） - 飾 河村孝廣

### Net Movie
- 網絡版 OOO·電王·All Riders Let's Go 假面騎士〜認真的尋找！只屬於你的假面騎士48〜（2011）
- 網絡版 - 假面騎士OOO ALLSTARS 21名主角與核心硬幣（2011年）

### 舞台劇
- 里見八犬伝（2012年11月）- 飾 犬川莊助
- 真田十勇士（2013年8月 - 10月）- 飾 真田大助
- GO WEST（2015年6月） - 飾 Monkey
- AZUMI 幕末編（2015年9月） - 飾 向駿

### Podcast
- JAXA ぼくらの宇宙大冒険（2011年1月）- 飾 隼鳥號君（聲）

### PV
- Time Judged All（2011年）- 火野映司（渡部秀）× Ankh（三浦涼介）
- Time Judged All ~ENJI Edition~（2011年）- 火野映司（渡部秀）× Ankh（三浦涼介）
- Time Judged All ~ANKH Edition~（2011年）- 火野映司（渡部秀）× Ankh（三浦涼介）
- 手をつなごう〜マツケン×仮面ライダーサンバ〜 - 松平健 feat.映司（渡部秀）& Ankh（三浦涼介）

### DVD / Blu-ray
- JUNON超級男孩・選拔賽Vol.21 渡部秀（2009年2月25日）
- THE GAME 〜Boy's Film Show〜（2009年12月）
- 激戀～命運的愛的故事～（2010年11月3日）
- Hero Club 假面騎士OOO Vol.1 「用3枚Medal變身吧！」（2010年12月3日）
- Hero Club 假面騎士OOO Vol.2 「集齊三枚Core Medal！最強Combo炸裂！」（2010年12月3日）
- 假面騎士OOO Vol.1（2011年2月21日）
- 假面騎士OOO Vol.2（2011年3月21日）
- 假面騎士OOO Vol.3（2011年4月21日）
- 假面騎士×假面騎士 OOO & W feat. Skull Movie大戰 Core（2011年5月21日）
- 假面騎士OOO Vol.4（2011年5月21日）
- 假面騎士OOO Vol.5（2011年6月21日）
- 假面騎士OOO Vol.6（2011年7月21日）
- TaToba 撮物帳 Making of 劇場版 假面騎士OOO Wonderful 將軍與21個Core Medal（2011年7月21日）
- 假面騎士OOO 超Battle DVD 問題與舞蹈與TakaGaruBa（2011年8月）
- 網絡版 OOO·電王·All Riders Let's Go 假面騎士〜認真的尋找！只屬於你的假面騎士48〜（2011年8月5日）
- 假面騎士OOO Vol.7（2011年8月5日）
- 假面騎士OOO Vol.8（2011年9月21日）
- 假面騎士OOO Special Event（2011年9月21日）
- 假面騎士×假面騎士 OOO & W feat. Skull Movie大戰 Core（2011年9月21日）
- OOO・電王・All Riders Let's Go假面騎士（2011年10月21日）
- 假面騎士OOO Vol.8（2011年10月21日）
- 假面騎士OOO Vol.9（2011年10月21日）
- 假面騎士OOO Vol.10（2011年11月21日）
- 假面騎士OOO Vol.11（2011年12月9日）
- 網絡版 - 假面騎士OOO ALLSTARS 21名主角與核心硬幣（2011年12月17日）
- 假面騎士OOO WONDERFUL 將軍與21枚核心硬幣（2012年1月21日）
- 假面騎士OOO Vol.12（2012年1月21日）
- 假面騎士OOO Final Stage & 番組Cast Talk Show（2012年1月21日）
- 劇場版 假面騎士OOO ・海賊戰隊豪快者 3D（2012年2月10日）
- 假面騎士OOOFinal Episode DC（2012年2月21日）

### CD Single
- Regret nothing 〜Tighten Up〜（2010年12月1日）-『假面騎士OOO』片尾曲
- Got to keep it real（2011月1月26日）-『假面騎士OOO』片尾曲
- Ride on Right time（2011月1月26日）-『假面騎士OOO』片尾曲
- 手をつなごう〜マツケン×仮面ライダーサンバ〜（2011年8月3日）-『劇場版 假面騎士OOO Wonderful 將軍與21個Core Medal』主題曲
- Anything Goes!"Ballad"-『假面騎士OOO』主題曲，與大黑摩季合唱"Anything Goes! OOO Special Edition"。

### Album
- Kamen Rider Best 2000-2011（2011年4月27日）- 主唱的"Sun Goes Up"及"Time Judged All"收錄
- 假面騎士OOO Full Combo Collection（2011年7月27日） -『假面騎士OOO』七首主唱的片尾曲收錄。
- 假面騎士OOO Special CD-BOX（2011年9月28日） -『假面騎士OOO』七首主唱的片尾曲、『劇場版 假面騎士OOO WONDERFUL 將軍與21枚核心硬幣』主題曲，以及" Time Judged All台詞版"收錄。

### 寫真集
- 渡部秀 First 寫真集 "道" （2011年8月5日）

## 外部連結
- 渡部秀的Instagram帳戶
- 渡部秀的X（前Twitter）
- Ameba個人部落格 （页面存档备份，存于）
- GREE個人部落格 （页面存档备份，存于）(已於2011年7月31日停用)
- 第21屆JUNON SUPER BOY最終結果

| 前任： 桐山漣 菅田將暉 （假面騎士W） | 日本假面騎士系列主騎士演員 假面騎士OOO 2010年9月5日-2011年8月28日 | 繼任： 福士蒼汰 （假面騎士Fourze） |